# Guerre civile géorgienne (1462-1490)
Vous lisez un « bon article » labellisé en 2019.
Pour les articles homonymes, voir Liste des guerres civiles en Géorgie.
Batailles
Tchikhori (1462) • Paravani (1465) • Aradethi (1483)
La guerre civile géorgienne de 1462-1490, aussi connue sous le nom de guerre du triumvirat géorgien, est un conflit militaire dans le royaume de Géorgie au cours de la seconde moitié du XVe siècle. Débutant sous le règne de Georges VIII, elle se prolonge sous Bagrat VI puis Constantin II et touche le pays entier, avec des affrontements en Abkhazie, Svanétie, Iméréthie, Samtskhé, Karthli, Mingrélie et Kakhétie.
La guerre débute dans les années 1460 à la suite des poussées séparatistes de la principauté septentrionale de Samtskhé, avant de déboucher sur une série de conflits séparatistes opposant le gouvernement central de Tbilissi à des prétendants royaux en Iméréthie et en Kakhétie. Pendant trois décennies, la Géorgie s'appauvrit et s'affaiblit. En 1490, la paix est conclue à la suite de la division formelle du royaume de Géorgie en quatre États indépendants et met ainsi fin à ce royaume existant depuis le XIe siècle.
Le conflit se déroule dans un contexte de changements géopolitiques majeurs dans le Proche-Orient, notamment la chute des empires byzantin en 1453 et de Trébizonde en 1461 face à la montée en puissance de l'Empire ottoman. Simultanément, les tribus turcomanes encouragent les divisions politiques au sein de la Géorgie afin de faciliter la conquête du pays.

## Contexte historique

### Situation extérieure
À l'orée de la seconde moitié du XVe siècle, le royaume de Géorgie est le plus puissant État du Caucase après la renaissance observée sous le règne d'Alexandre Ier, surnommé le Grand (1412-1442). Toutefois, la région continue à souffrir, deux siècles après la première invasion mongole, des massacres et des destructions organisées par le seigneur de guerre Tamerlan dans les années 1400. De plus, contrairement à la situation géopolitique lors de l'Âge d'or géorgien du XIIIe siècle, les puissances bordant la Géorgie se renforcent, formant une menace bien plus importante. En particulier, les tribus turcomanes de Perse s'unifient pour fonder la fédération Qara Qoyunlu, un empire qui saccage la Géorgie à partir des années 1410.
En 1453, l'Empire ottoman, basé en Anatolie, prend Constantinople, mettant fin à l'Empire byzantin, le siège du christianisme orthodoxe depuis le IVe siècle. Cet évènement, suivi par la prise de Trébizonde en 1461, isole la Géorgie du monde occidental et le royaume devient le seul pays chrétien du Proche-Orient, ce qui pousse les nobles géorgiens à s'unir temporairement afin d'inciter les puissances d'Europe occidentale à s'engager dans une nouvelle croisade. Cet effort s'évanouit rapidement, les Européens refusant de voir dans les Ottomans une menace et la Géorgie se retrouvant à la merci des Turcomans de Perse.
Le recul du commerce international, la disparition des alliés culturels du royaume et les menaces grandissantes aux pieds du Caucase ne font que semer la pauvreté et la désolation à travers la Géorgie, offrant un contexte idéal aux nobles souhaitant gagner plus de pouvoir[réf. nécessaire].

### Division de la Géorgie

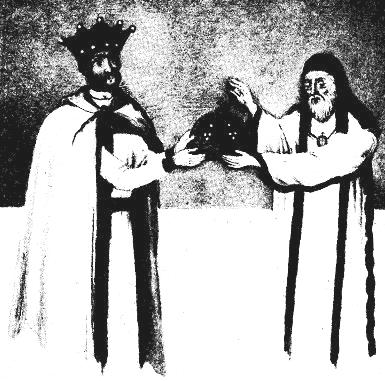
La décision du roi Alexandre Ier de diviser l'administration de la Géorgie entre ses trois fils est vue comme la fin de l'unité géorgienne.

Afin de protéger le pouvoir du gouvernement central sur les provinces du royaume, Alexandre Ier désigne en 1433 ses trois fils, Démétrius, Vakhtang et Georges, comme rois associés, s'inspirant de l'ancienne tradition byzantine de nommer les héritiers au trône impérial comme co-empereurs. Ensemble, les souverains se partagent la gouvernance du pays et Démétrius Bagration prend en charge la Géorgie occidentale, tandis que son frère Georges administre la Kakhétie au nom de Tbilissi.
Toutefois, cet arrangement dure peu. En 1442, Alexandre Ier abdique et se retire dans un monastère, laissant la principale couronne à son fils aîné, Vakhtang IV. Celui-ci règne pendant quatre ans, période marquée par la domination des nobles les plus puissants, qui obtiennent une certaine autonomie après avoir menacé la paix civile. Il meurt sans héritier en 1446, laissant le trône à ses deux frères cadets, qui doivent se partager un royaume divisé. Démétrius III, successeur légitime de Vakhtang IV, reçoit le duché de Samokalako, tandis que Georges VIII devient le roi de Kakhétie et de Karthli, avant de contrôler la totalité du royaume après la mort de Démétrius en 1453.
À l'ouest, le pouvoir de Tbilissi recule tout au long du XVe siècle. Les duchés de Svanétie, d'Abkhazie et de Gourie, ainsi que la Mingrélie, dont ils dépendent, deviennent de plus en plus autonomes malgré les tentatives du gouvernement central de reprendre le contrôle des côtes de la mer Noire. En 1401, le royaume de Géorgie occidentale est envahi et annexé par le souverain Georges VII. Alexandre Ier crée le duché de Samokalako en 1414 pour s'allier les héritiers de l'État sécessionniste ; mais cet arrangement n'est pas confirmé par Bagrat Bragration, qui devient duc de Samokalako en 1455[réf. nécessaire].
La principauté septentrionale de Samtskhé, dirigée par la dynastie Djaqeli, est la première à quitter officiellement l'union géorgienne à l'arrivée au pouvoir du prince Qvarqvaré II en 1451. Celui-ci proclame l'indépendance religieuse de son État en confisquant les édifices du Catholicossat de Géorgie, interdisant toute mention du roi et du patriarche géorgien dans les églises sous sa juridiction et remplace les membres du clergé géorgiens par des prêtres de Grèce ou d'Antioche. Cette scission n'est que temporaire et une réplique sévère du Catholicossat de Géorgie force Qvarqvaré II à renoncer à ces ambitions.

## Guerres civiles

### Révolte occidentale

Le duché de Samokalako est l'épicentre de la rébellion contre Georges VIII.

L'historiographie moderne ignore partiellement les origines de la rébellion en Géorgie occidentale qui marque le début de la guerre civile. D'après les historiens Nodar Assatiani, Kalistrat Salia et Donald Rayfield, les premiers signes de désaccord entre le roi Georges VIII et ses vassaux apparaissent au début des années 1460, lorsque le prince Qvarqvaré III de Samtskhé décide de lever une coalition contre l'Empire ottoman, un État dont la puissance grandit depuis la chute de Constantinople, mais trop éloigné de la Géorgie centrale pour inquiéter la couronne de Tbilissi. Le prince Qvarqvaré III choisit de s'allier avec Uzun Hasan, souverain de la fédération turcomane Aq Qoyunlu et ennemi occasionnel de Georges VIII, pour se défendre contre les Ottomans. Cette alliance ne parvient pas à prévenir la chute du dernier bastion byzantin, Trébizonde, en 1461, et Uzun Hasan se révèle un allié dangereux en organisant un raid militaire contre le Samtskhé, tuant des prêtres orthodoxes, dévastant certains villages et battant les troupes de Georges VIII.
Malgré l'échec de cette alliance, les relations entre Tbilissi et le Samtskhé ne se rétablissent pas. Le duché de Samokalako, qui soutient la coalition anti-ottomane, est supprimé par le gouvernement central, ce qui est le point de départ du conflit militaire. Toutefois, d'après l'historien français Marie-Félicité Brosset et le prince Vakhoucht Bagration, la révolte qui débute en 1462 a une origine cachée. Il l'impute à Qvarqvaré III, proche de Georges VIII, mais qui profite des ambitions royales du jeune duc Bagrat de Samokalako pour faire avancer ses projets. Bagrat, gouvernant l'Iméréthie au nom du roi depuis 1455, est un membre de la dynastie royale des Bagrations et un cousin proche de Georges VIII, surpris par la révolte du duc.
Bagrat, renforcé par le soutien du Samtskhé, s'allie aux puissants Liparit Ier de Mingrélie et Mamia II de Gourie, ainsi qu'aux souverains d'Abkhazie et de Svanétie. Grâce à cette aide militaire, il réussit à conquérir les forteresses dépendant de Georges VIII à travers la Géorgie occidentale et à recevoir l'allégeance de nombreux petits nobles, y compris en Karthli, la région autour de Tbilissi. En 1462 (ou 1463), Georges VIII et ses forces royales traversent les montagnes de la rangée du Likhi et envahissent l'Iméréthie, réclamant, d'après Brosset, le soutien militaire du Samtskhé. Qvarqvaré III conduit une légion militaire en Iméréthie mais reste stratégiquement à l'écart du conflit. Georges VIII et son armée se heurtent aux forces rebelles, commandées Bagrat de Samokalako, près du village de Tchikhori, à l'est de Koutaïssi. Bagrat remporte une victoire décisive, forçant Georges VIII à retourner en Karthli.

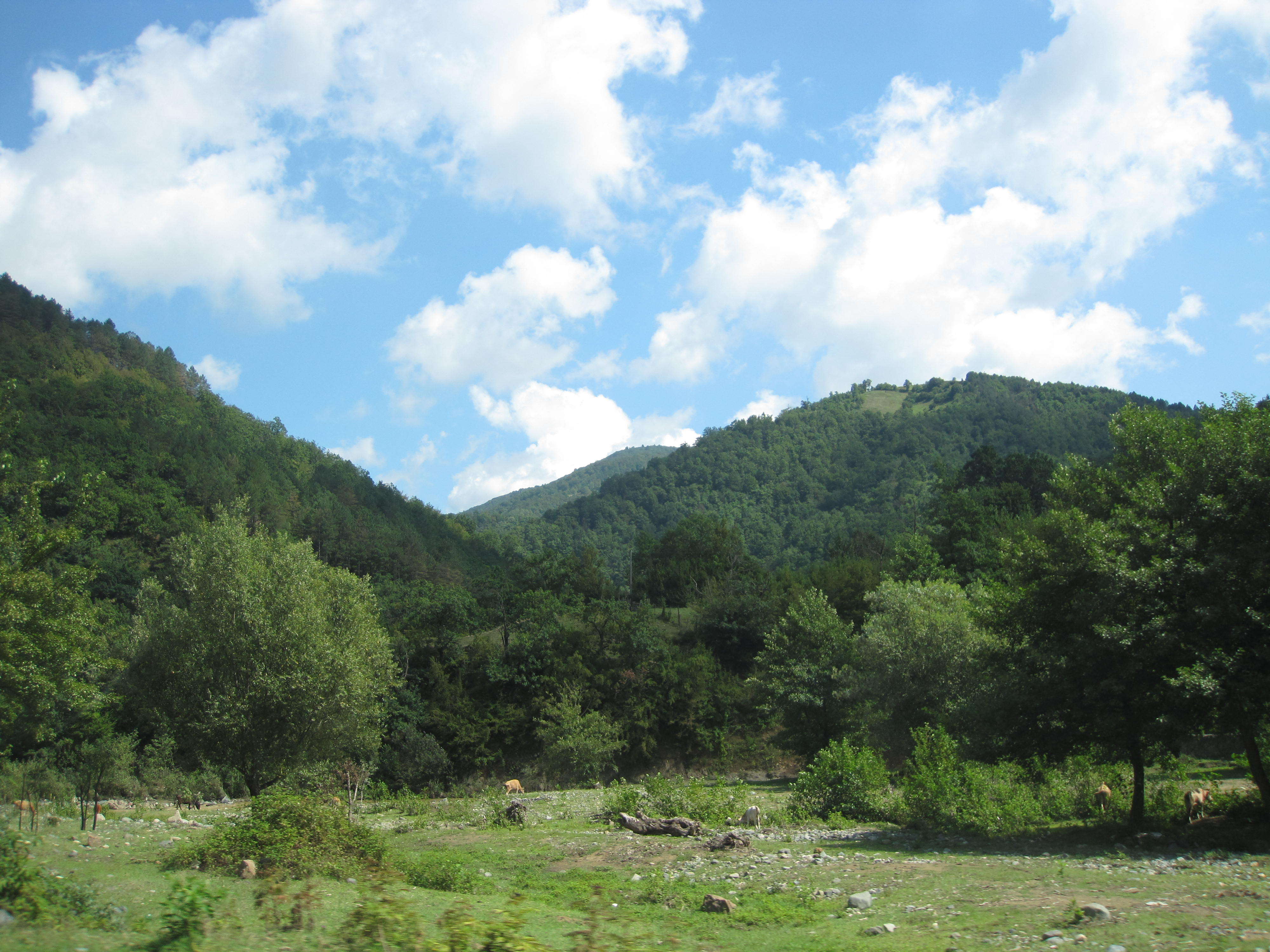
La rangée du Likhi devient la frontière de facto entre les royaumes de Géorgie occidentale et orientale.

Tandis que Koutaïssi, la capitale régionale, reste temporairement sous le contrôle de Georges VIII, Bagrat prend la ville[Laquelle ?] en quelque temps. Au monastère de Ghélati, il se fait couronner roi de Géorgie occidentale et prend le titre de Bagrat II, séparant officiellement les régions à l'ouest du Likhi du reste du royaume géorgien. Les ducs de Mingrélie, de Gourie, d'Abkhazie et de Svanétie, qui assistent au couronnement, font allégeance au nouveau monarque, qui l'élèvent au titre de « prince » (მთავარი, mt'avari), les exonérant de toute obligation fiscale, et transformant la Géorgie occidentale en une fédération de principautés qui ne fera que s'affaiblir à travers les siècles.

### Domination du Samtskhé
Le Samtskhé profite largement de la guerre entre les moitiés occidentale et orientale de la Géorgie et forme une large autonomie, sous la domination du prince Qvarqvaré III Djaqeli. Celui-ci commence à prendre le titre de mep'e (მეფე, traduit par « roi ») et lance sa propre série de monnaie avec un atelier de fabrication basé dans sa capitale, Akhaltsikhé. Afin de réduire son succès, Georges VIII de Géorgie envahit le Samtskhé en 1463 et parvient à vaincre Qvarqvaré III lorsque les vassaux de ce dernier se rangent derrière le monarque géorgien.
À la suite de sa défaite, Qvarvaré III se réfugie auprès de Bagrat II, le nouveau roi de Géorgie occidentale. Ce dernier autorise le prince déchu à utiliser ses troupes et une armée d'Iméréthie confisque le Samtskhé des mains de Georges VIII la même année. De nouveau au pouvoir à Akhaltsikhé, le prince décide de prendre sa revanche sur ses vassaux qui s'étaient mis du côté du gouvernement central lors de l'invasion et, avec la bénédiction de Bagrat II, forme une alliance avec le prince Kakhaber II de Gourie. Épaulé par des mercenaires d'Iméréthie et de Gourie, Qvarqvaré III traverse le Samtskhé et la province septentrionale de Clardjethi, forçant la soumission des forteresses de ces contrées. Tandis que certains nobles prêtent allégeance au prince, nombreux sont exécutés et d'autres partent en exil, dont le seigneur Zaza de Panskerthi, qui devient conseiller au roi Georges VIII. En gage de remerciement, Kakheber de Gourie reçoit les territoires d'Adjarie et de Tchanethi.

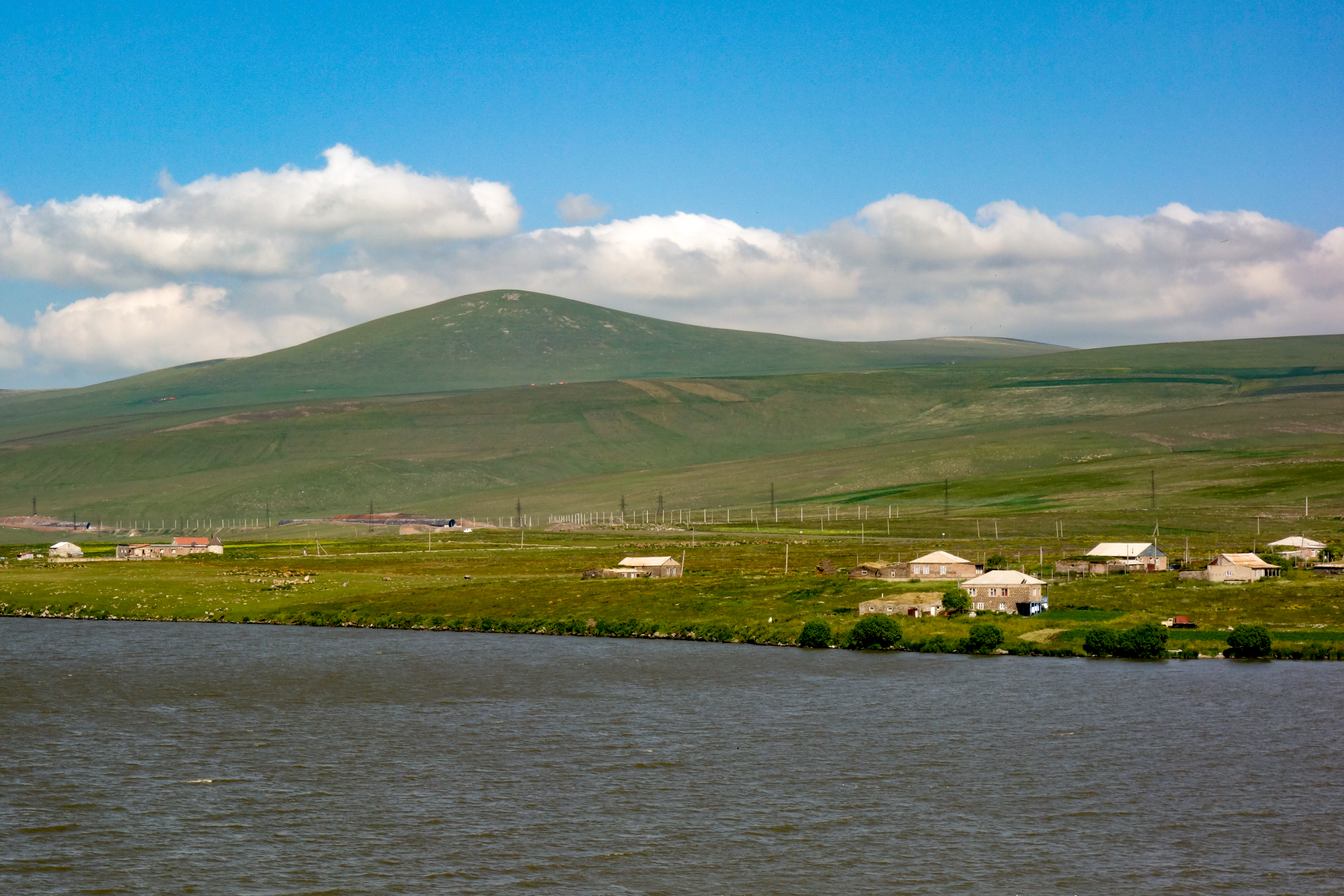
Le lac Paravani est le lieu d'une bataille entre Georges VIII et le Samtskhé.

En 1465, Georges VIII décide de s'engager dans une nouvelle invasion du Samtskhé. Ayant l'avantage militaire sur le prince, il offre à Qvarqvaré III une négociation de paix, garantissant la survie de la famille Djaqeli en échange du retour des territoires rebels au sein du royaume. À la suite du refus du prince, Georges VIII inflige une nouvelle défaite à Qvarvqvaré lors d'une bataille au lac Paravani, ce qui mène à une ultime résistance des gardes du prince, qui parviennent à vaincre l'entourage royal et à s'enfuir en prenant Georges VIII comme otage.
Sans monarque, la direction des troupes retombe sur le prince Constantin Bagration, neveu du roi et particulièrement hostile à la trahison du Samtskhé. Celui-ci ordonne le retrait des troupes géorgiennes, qui sont alors poursuivies par l'armée de Qvarqvaré III, jusqu'à la province centrale de Karthli. Assiégé à Gori, Constantin et ses troupes abandonnent la Géorgie centrale et se réfugient à Koutaïssi, la capitale occidentale qui est alors disputée par Bagrat II et les forces loyales à Georges VIII.
Emprisonné, Georges VIII demeure le roi de Géorgie mais est obligé de reconnaître l'indépendance du Samtskhé. Afin de confirmer cette nouvelle situation, le nouveau roi est obligé d'épouser Tamar Djaqeli, fille de Qvarqvaré III, malgré le fait qu'il est déjà marié.

### Nouveau pouvoir royal
À la suite de la défaite des troupes de Tbilissi, Bagrat II profite de la vacance du pouvoir central pour poursuivre ses projets. Tandis que le général Constantin Bagration et le reste de l’armée loyaliste se réfugient dans les monts de la rangée Likhi, le monarque occidental quitte Iméréthie et lance une invasion de la Géorgie centrale.

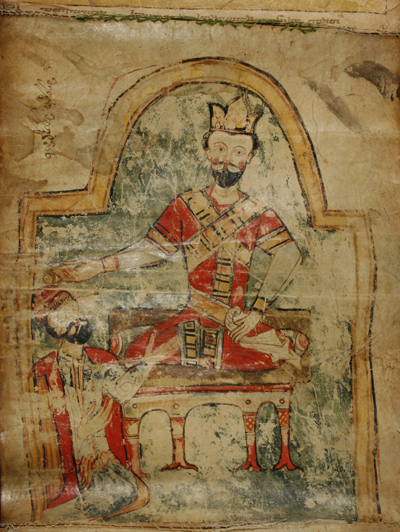
En 1467, Georges VIII s'auto-proclame roi de Kakhétie.

En 1466, sans opposition notable, Bagrat capture Tbilissi et prend en otage le patriarche de l’Église géorgienne, David IV. Ce dernier accepte de reconnaître la domination du souverain imère après avoir pris comme pot de vin les propriétés de deux familles paysannes. Bagrat est alors couronné en tant que Bagrat VI, roi de toute la Géorgie, une position dont il est le dernier titulaire de l’histoire géorgienne. Mais cette unité ne reste qu’éphémère.
En effet, la principauté de Samtskhé ne se réjouit guère de cette nouvelle unité et, la même année, Qvarqvare III libère de sa prison l’ancien roi Georges VIII, afin de semer le chaos chez le titulaire historique de la principauté. Georges VIII reçoit la direction d’une milice qui traverse la Géorgie centrale et s’établit dans la province orientale de Kakhétie. En 1467, Georges reçoit la soumission des nobles locaux et proclame l’indépendance du royaume de Kakhétie, divisant la Géorgie en deux royaumes indépendants.
La division ne cesse pas en Kakhétie. Dès le début des années 1470, les principautés occidentales de Mingrélie et d’Abkhazie assument une indépendance semi-formelle et ce n’est qu’à la mort du prince Shamdavle de Mingrélie en 1474 que Bagrat VI parvient à envahir les deux territoires rebelles pour encourager l’investiture du prince Vameq II. En 1477, ce dernier entre en rébellion contre Bagrat VI et attaque l’Iméréthie avec l’aide des ducs de Gourie et d’Abkhazie. Le roi géorgien n’hésite alors pas à quitter Tbilissi pour vaincre les nobles rebelles, imposant de nouveau la paix en Géorgie occidentale.
Bagrat VI, prédisant une division permanente de la Géorgie, choisit de diviser le Catholicossat-Patriarcat de toute la Géorgie, afin de pouvoir légitimer le pouvoir de ses descendants. Avec le soutien du patriarche d’Antioche Michel IV (qui sert alors comme doyen du monde orthodoxe), il forme le Catholicossat d’Abkhazie, nommant l’évêque Joachim de Bedia comme patriarche de Géorgie orientale.

### Coup d'État
La situation chaotique de la politique géorgienne est largement aggravée lors d’une offre de cessez-le-feu entre Bagrat VI et le général Constantin Bagration, qui se proclame roi de Géorgie (usurpant le titre de Bagrat, même s'il ne contrôle que la partie septentrionale du royaume) après la prise de Tbilissi par Bagrat en 1466. Le cessez-le-feu, d’après l’historien Donald Rayfield, autorise Constantin à devenir l’héritier officiel de Bagrat VI en Karthli, tandis que la Géorgie occidentale est promise au prince Alexandre Bagration, fils de Bagrat.
Cet accord ne fait qu’atténuer légèrement le conflit et les affrontements militaires reprennent entre les deux rois dans les années 1470. À la fin de cette décennie, Bagrat VI parvient à vaincre décisivement Constantin avec l’aide de renforts de Mingrélie et de Gourie.
En 1478, Bagrat VI meurt, inaugurant une dernière série de conflits entre les souverains géorgiens. Alexandre Bagration tente alors de se faire couronner à Koutaïssi en tant que souverain de Géorgie occidentale, mais son couronnement est boycotté par ses vassaux de Mingrélie, Abkhazie, Gourie et Svanétie, qui refusent de reconnaître l’héritier de « Bagrat le Mauvais ». Constantin, qui règne en Karthli en tant que Constantin II, envahit alors l’Iméréthie, infligeant une défaite sérieuse à Alexandre, qui perd sa couronne et est obligé d’accepter une simple gouvernance des régions montagnardes de Ratcha et Letchkhoumi.
Pendant ce temps, Georges VIII affronte Constantin II au Karthli, avant d'être vaincu grâce au soutien militaire du Samtskhé. Il meurt en 1476 et est remplacé par son fils, Alexandre Ier de Kakhétie. Ce dernier ne manifeste aucune prétention à la couronne géorgienne et négocie des frontières avec Tbilissi, épargnant son royaume d’une invasion possible de Constantin II ; il se lance dans une politique extérieure indépendante, envoyant des ambassades jusqu’en Russie.

### Échec sur la scène occidentale
À la suite de la mort de Bagrat VI, le Samtskhé tente de rétablir son indépendance en tant qu'État géorgien puissant. En 1481, le prince Manoutchar Ier profite des invasions turcomanes et du conflit de succession en Iméréthie pour confisquer toutes les terres royales septentrionales à l'ouest du Mtkvari, menant à une réponse directe de Constantin II. Ce dernier s'allie avec Vameq II de Mingrélie pour riposter contre Manoutchar, qui parvient à se fortifier au sein de sa principauté. Tandis que le gouvernement central récupère les terres perdues, le roi Constantin doit retourner en Karthlie.
En 1483, le mauvais traitement d'un marchand de soie travaillant pour le prince Manoutchar à Tbilissi mène ce dernier à déclarer une nouvelle guerre contre les puissantes familles de Géorgie centrale : les dynasties des Tsitsichvili, Matchabeli et Chalikachvili sont visées par le prince. Constantin II, suzerain de ces familles, répond alors aux attaques en envoyant ses troupes pour envahir le Samtskhé, mais est décisivement vaincue par le général Qvarqvaré Djakéli, cousin du souverain de Samtskhé, lors de la bataille d'Aradeti en août. Tbilissi perd le contrôle des terrains à l'ouest du Mtkvari et la principauté de Samtskhé finalise alors son indépendance politique.
Tirant profit de la défaite de Tbilissi, Alexandre Bagration, fils de l'ancien roi Bagrat VI, retourne de son exil en Ratcha pour revendiquer son titre de souverain de Géorgie occidentale. Suivi de mercenaires montagnards du Ratcha et du Letchkhoumi, il capture Koutaïssi, la principale ville occidentale, en 1484, et se fait couronner « roi d'Iméréthie », proclamant ainsi l'indépendance de la Géorgie occidentale. Refusant de reconnaître la nouvelle réalité politique, Liparit II de Mingrélie s'oppose à Alexandre et demande l'intervention de Constantin II, qui envahit l'Iméréthie et reprend Koutaïssi temporairement en 1485.

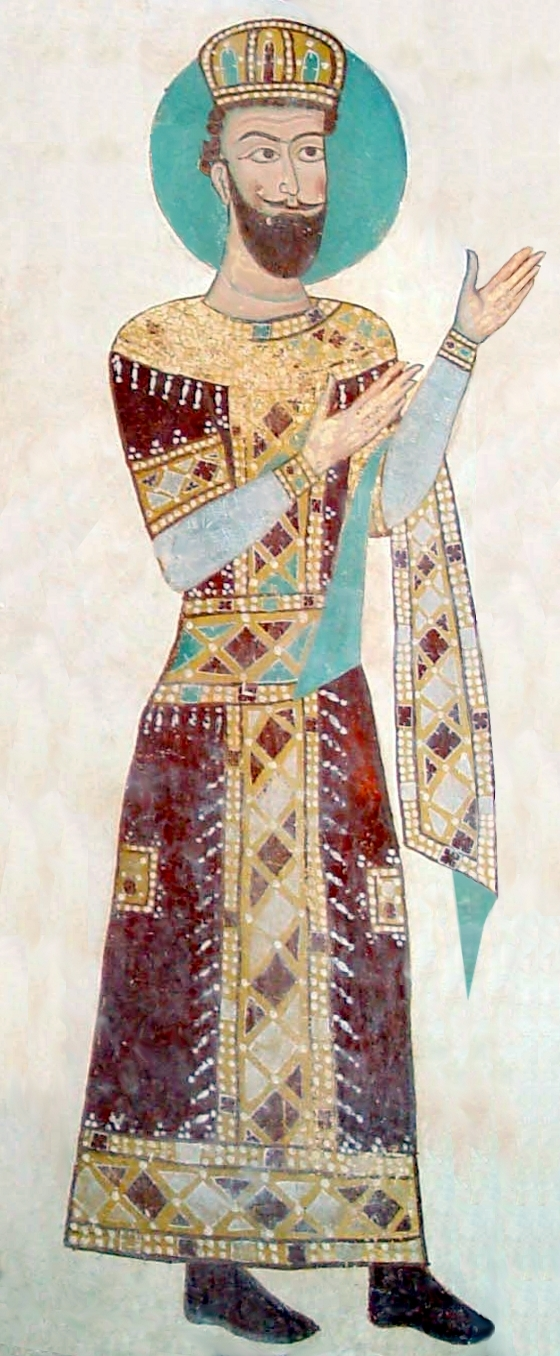
Alexandre Bagration mène une campagne à travers la Géorgie occidentale dans les années 1480.

À la suite de la reprise de la Géorgie occidentale, Constantin II se base à Koutaïssi, menant une longue campagne, engageant des mercenaires circassiens contre Alexandre Bagration dans le nord de l'Iméréthie. Toutefois, les Turcomans profitent de la situation pour assiéger Tbilissi en 1488, forçant le roi Constantin à retourner en Géorgie centrale. Dans des circonstances mystérieuses, Alexandre forme une alliance avec le duché de Mingrélie et reprend alors Koutaïssi et les autres forteresses occidentales fidèles à Tbilissi. Après avoir rétabli son indépendance, Alexandre élève la Mingrélie et le Gourie au statut de principautés et utilise ses nouvelles forces unies pour soumettre les clans d'Abkhazie et de Svanétie au sein de son royaume.

### Invasions turcomanes
Les guerres intestines à travers la Géorgie ne font qu'aider les ambitions impérialistes des puissances musulmanes aux portes septentrionales de Transcaucasie. En 1468, les tribus turcomanes sont unifiées par Uzun Hasan, le chef de la confédération Aq Qoyunlu, qui se lance alors dans une campagne contre les États caucasiens. La Géorgie, alors sous le faible contrôle de Bagrat VI, est soumise à une première invasion en 1473 par Uzun Hasan, qui tente de dominer le Caucase pour pouvoir mieux affronter l'Empire ottoman.
En 1477, Uzun Hasan profite de la reprise des conflits internes pour lancer une invasion, bien plus dévastatrice. La Géorgie septentrionale est entièrement ravagée et des milliers de réfugiés quittent leurs villages pour le nord du pays. Les Turcomans capturent Tbilissi sans avoir à l'assiéger, avant de quitter le pays avec un tribut de 16 000 ducats, 5 000 prisonniers géorgiens et en laissant un bataillon dans la capitale. Un an plus tard, à la mort d'Uzun Hasan, Bagrat VI expulse les occupants musulmans, mais cette victoire n'est que temporaire.
Yaqub, le nouveau chef de la confédération turcomane, envahit le Samtskhé en 1482. Il capture rapidement les citadelles d'Akhalkalaki et d'Atskuri et oblige la principauté à payer tribut.
Les attaques turcomanes font trembler toute la Géorgie, mais les invasions ne mènent guère à une union politique, ou même à un cessez-le-feu entre les princes géorgiens. En effet, tandis que certaines factions pensent alors qu'une Géorgie unie peut faire face au Aq Qoyunlu, d'autres affirment que diviser le royaume peut épargner certaines régions des dévastations étrangères. À partir de 1487, Yaqub augmente le rythme de ses incursions et commence une politique d'assimilation locale, créant des bases fortifiées en Karthlie septentrionale. La même année, il assiège Tbilissi, mais est vaincu par Constantin II, qui doit sacrifier son contrôle sur la Géorgie occidentale pour préserver la capitale royale.
En 1488, un djihad est proclamé contre Constantin II ; les troupes du général Khalil Beg prennent les forteresses protégeant les alentours de Tbilissi. Le conflit civil ayant affaibli toute la Géorgie, le roi demande des renforts du Samtskhé et de Kakhétie, mais les deux États refusent. En février 1489, Tbilissi est prise par les Turcomans et entièrement dévastée. Ce n'est qu'un an plus tard que Constantin II parvient à expulser les troupes musulmanes à la suite du conflit interne du Aq Qoyunlu après la mort de Yaqub.

### Décision de 1490
En 1490, Constantin II doit faire face à l'une des plus grandes décisions de l'histoire géorgienne. S'étant forgé une certaine alliance avec Alexandre Ier de Kakhétie (une alliance violée par le refus du roi de venir à l'aide de la Géorgie lors des invasions turcomanes), ayant perdu le contrôle du Samtskhé et de l'Iméréthie et devant s'accommoder de la trahison de la Mingrélie, le monarque de Tbilissi doit choisir entre la poursuite d'une campagne qui affaiblira l'unification géorgienne ou de la stabilité interne consécutive à la division des provinces géorgiennes.

Il convie alors le darbazi, le conseil royal chargé depuis le XIIIe siècle d'assister le souverain géorgien lors d'importantes décisions. Le conseil, composé des plus grands chefs de l'Église orthodoxe géorgienne, de six ministres royaux et de représentants des plus grandes familles ducales de Géorgie, est un corps législatif dirigé par le roi. La décision unanime du darbazi de 1490 est alors d'accepter la division officielle du royaume de Géorgie, un royaume créé 480 ans auparavant par Bagrat III, en quatre royaumes et une principauté : l'Iméréthie, la Kakhétie, le Samtskhé et le Karthli. Les Chroniques géorgiennes font part du langage de la décision législative : 
« Comme les Imères et les Kakhes sont fermement attachés aux rois qu'ils se sont choisis, et ceux du Samtskhé à l'atabeg, nous ne te conseillons pas la guerre ; car supposé que nous triomphons de l'un, l'autre ne se soumettra pas. Laissons donc faire au temps, et peut-être Dieu te fournira l'occasion de reconstituer ton royaume. »

C'est par une décision du conseil royal de 1490 que la guerre cesse et que la Géorgie est divisée.

À la suite de la décision du darbazi, Constantin II négocie en 1491 des traités de paix avec Alexandre Ier de Kakhétie et Qvarqvaré IV de Samtskhé, puis enfin avec Alexandre II d'Iméréthie. La Géorgie devient alors une nation de trois royaumes et une principauté, une situation qui se maintient jusqu'à la fin du XVIIIe siècle.

## Conséquences
Une guerre civile de près de 30 ans s'achève par la division finale du royaume de Géorgie. La dynastie des Bagrations est alors divisée en trois branches qui existent jusqu'à nos jours. La division met un terme à des conflits qui ont dévasté le pays économiquement et démographiquement. Même si elle est partiellement réalisée en Géorgie orientale, avec un royaume de Kakhétie plus ou moins stable, il en faut peu pour revenir à un conflit armé en Géorgie occidentale.
Les royaumes de Karthlie et d'Iméréthie continuent à s'affronter dans les années 1490. Ce n'est que sous les règnes de Bagrat III d'Iméréthie (1510-1565) et de David X de Karthli (1505-1525) que les deux royaumes cessent les hostilités.
Le coût économique de la guerre est astronomique. Koutaïssi, une ville anciennement considérée comme la seconde capitale géorgienne, est décrite par des ambassadeurs vénitiens comme un « village » dans les années 1460, tandis que le commerce profitable de la mer Noire disparaît rapidement : le port de Poti, une ville maritime antique, est reprise par la nature à la fin du siècle. La monnaie utilisée perd rapidement de sa valeur et de sa qualité, comme le montrent les pièces frappées sous le règne de Bagrat VI. Bientôt, le commerce dans certaines régions, telles que la Gourie et la Mingrélie, se réduit à la vente de cire, de miel et de vêtements en laine. Le régime culinaire en Iméréthie s’appauvrit aussi : les résidents ne se nourrissent que de millet, de poissons séchés et d'un vin décrit comme « mauvais » par les marchands italiens. Ces mêmes observateurs écrivent que les habits portés par les Imères sont faits d'ortie et de chanvre.
D'après les historiens Assatiani et Djanelidze, la ville de Tbilissi est largement désertée lors de la guerre, tandis qu'Akhalkalaki, Akhaltsikhé et Ateni deviennent des hameaux. Batoumi et Sokhoumi, au bord de la mer Noire, deviennent des forteresses insignifiantes, et les relations commerciales entre provinces géorgiennes cessent, menant à une isolation économique des zones rurales. Le manque d'unité politique permet à de nombreux nobles d'augmenter l'imposition sur les paysans, et cette même division force l'interruption des relations entre la Géorgie et le monde occidental.
La pauvreté des autorités centrales encouragent Bagrat VI et Constantin II à vendre leurs droits sur certaines terres agricoles à de petits nobles, menant à la reformation d'un système féodal brutal, alors que ce même système voit ses derniers jours en Europe occidentale. Les petits nobles, qui traitent leurs serfs comme esclaves, sont soumis à la domination de ducs et de princes ; le statut du gouvernement central comme protecteur du système judiciaire disparaît.

## Chronologie

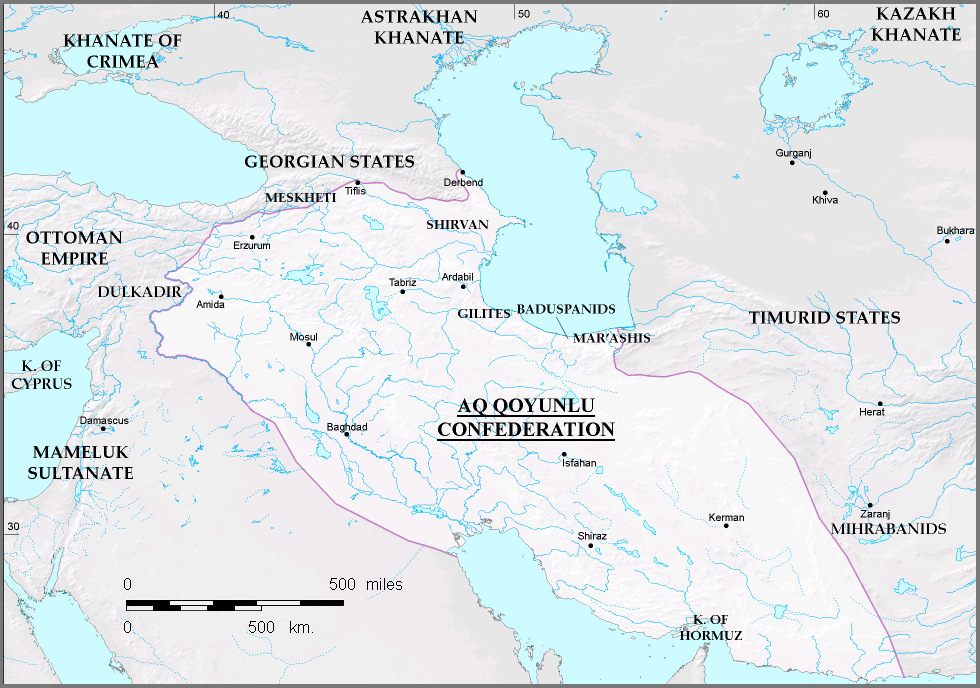
La guerre civile se déroule dans le contexte de sérieuses invasions turcomanes d'Aq Qoyunlu.

- 1461 : l'Empire ottoman capture Trébizonde ; le prince Qvarqvaré III de Samtskhé forme une alliance anti-ottomane avec Uzun Hasan, qui viole l'alliance en ravageant le Samtskhé ;
- 1462 : Georges VIII de Géorgie abolit le duché de Samokalako, dont le gouverneur Bagrat Bagration soutient la coalition anti-ottomane ;
- 1463 : Georges VIII et Bagrat de Samokalako s'affrontent lors de la bataille de Tchikhori, qui résulte en une victoire rebelle ; Bagrat se proclame roi de Géorgie occidentale en tant que Bagrat II ; Georges VIII envahit le Samtskhé pour punir l'insubordination du prince local ;
- 1464 : Qvarqvaré III, en exil auprès de Bagrat II, retourne en Samtskhé pour reprendre sa couronne et punir ses vassaux infidèles, avec l'aide du Gourie, qui reçoit en gage les provinces d'Adjarie et de Tchaneti ;
- 1465 : Georges VIII envahit une nouvelle fois le Samtskhé et parvient à vaincre son vassal au lac Paravani, mais devient l'otage de Qvarqvaré III et est obligé de reconnaître l'indépendance de la principauté ; les troupes géorgiennes sont assiégées à Gori et Koutaïssi par Bagrat II ;
- 1466 : Bagrat II capture Tbilissi et se fait couronner roi de Géorgie en tant que Bagrat VI ;
- 1467 : Qvarqvaré III libère Georges VIII et l'aide à se réfugier en Géorgie orientale où il proclame l'indépendance du royaume de Kakhétie ;
- 1473 : Uzun Hasan, chef du Aq Qoyunlu, envahit la Géorgie une seconde fois ;
- 1474 : Bagrat VI envahit la Mingrélie afin de confirmer l'ascension du nouveau prince local, Vameq II Dadiani ;
- 1476 : Georges VIII meurt et laisse son royaume de Kakhétie à son fils Alexandre Ier, qui s'accorde sur des frontières communes avec Bagrat VI ;
- 1477 : Vameq II se rebelle contre Bagrat VI et attaque la Géorgie occidentale, avant d'être vaincu par Bagrat ; Uzun Hasan envahit la Géorgie une troisième fois ;
- 1478 : les troupes géorgiennes expulsent les envahisseurs turcomans ; à la suite de la mort de Bagrat VI, Constantin Bagration, gouverneur de Karthli, se proclame roi de Géorgie en tant que Constantin II, et parvient à conquérir la Géorgie occidentale, forçant l'héritier Alexandre à l'exil ;
- 1481 : Manoutchar Ier de Samtskhé se révolte et capture des territoires royaux au sud du royaume, avant d'être vaincu par une alliance entre Constantin II et le prince de Mingrélie ;
- 1482 : Yaqub, nouveau chef du Aq Qoyunlu, envahit le Samtskhé
- 1483 : Manoutchar Ier se révolte à nouveau et afflige une sérieuse défaite sur les troupes royales lors de la bataille d'Aradeti, assurant son indépendance ;
- 1484 : Alexandre Bagration et ses mercenaires montagnards capturent Koutaïssi et se fait proclamer Alexandre II, roi d'Iméréthie ;
- 1485 : Liparit II de Mingrélie et Constantin II s'allient contre Alexandre II et reprennent Koutaïssi ;
- 1487 : Yaqub, le chef turcoman, envahit le sud de la Géorgie ;
- 1488 : les Turcomans assiègent Tbilissi, forçant Constantin II à quitter sa base de Koutaïssi ; Alexandre II en profite pour récupérer l'Iméréthie ;
- 1490 : le conseil royal de Constantin II vote pour abolir le royaume de Géorgie afin de mettre un terme à la guerre civile ;
- 1491 : Constantin II signe des traités de paix avec le Samtskhé, l'Iméréthie, et la Kakhéthie.